# Tranquilas: Historias para ir solas por la noche
Tranquilas: Historias para ir solas por la noche es un libro de cuentos colectivo, que reúne relatos de catorce escritoras: María Folguera, Carmen G. de la Cueva, María Fernanda Ampuero, Nerea Barjola, Aixa de la Cruz, Jana Leo, Roberta Marrero, Lucía Mbomío, Silvia Nanclares, Edurne Portela, Carme Riera, Marta Sanz, Sabina Urraca, Gabriela Wiener, y Sara Herranz, la ilustradora. Fue publicada en 2019 por la editorial Lumen.
Comienza con un prólogo de Folguera y de la Cueva que cuentan como nació el proyecto: por la necesidad de contar historias clavadas en la memoria, «abordar esta piel que nos recubre, esta caperuza social que nos echamos por encima cuando salimos». Ambas escritoras invitaron a catorce autoras más para que compartieran vivencias personales llenas de miedos y también victorias donde cada lectora puede sentirse identificada en más de una ocasión.

## Sinopsis
Los relatos están contados en primera y tercera persona para crear un ambiente en el que el lector, a medida que va leyendo, sienta como si estuviera viviendo en su propia piel todo lo que está sucediendo: sucesos trágicos y traumáticos que no le desearía vivir a nadie pero que, por desgracia, suceden más de lo que nos podemos imaginar.
El título da una idea sobre la temática de la obra: mujeres, feminismo, monstruos, miedos, agresiones, violencia, desgracia, entre otros. Se podría llegar a pensar que al estar escrito por mujeres va dirigido a un público femenino, pero también está hecho para que lo lean los hombres, puesto que, a través de estas historias pueden llegar a entender a las mujeres, al respecto el libro menciona: «los hombres tienen miedo de que las mujeres se burlen de ellos, y las mujeres tienen miedo a que las maten».

## Argumento
El tema principal que gira en torno a todos los relatos es el miedo: el miedo a cruzar el parque para llegar a casa, a ir por calles desérticas, a los desconocidos e incluso a los conocidos. Parece que las mujeres nacen con el miedo en el ADN o más bien la sociedad inculca a las más pequeñas que hay que temerle a todo, sobre todo al sexo contrario. ¿Acaso los hombres también viven con ese miedo? El miedo incluso es trasmitido de generación en generación, «En el cordón umbilical de la calle, mamá me dio de comer su miedo», con estas palabras se muestra claramente cómo han pasado los años, y seguirán pasando, temiéndole al mundo por el simple hecho de ser mujeres. 
Tras leer algunos de los relatos se puede pensar que la situación ha empeorado por el acoso que se puede tener mediante las redes sociales o el arma de doble filo que puede ser un móvil. Si nos situamos unos pocos años atrás, la situación era muchísimo peor, directamente no podían salir solas, y peor aún, no se contaba lo que pasaba, era una realidad escondida y ante cualquier agresión el hombre no era culpable porque la que iba provocando siempre era la mujer. Este discurso, en algunos momentos sigue empleándose, y a pesar de que la sociedad no haya evolucionado al completo, hoy en día se habla de ello, las mujeres han dejado de callarse y aunque a veces sea complicado, se denuncian estos malos tratos, pero, gracias a la lucha que ha hecho y sigue haciendo el feminismo, las mujeres pueden salir solas por la noche, pero no siempre con toda la tranquilidad esperada.
Desde siempre, otra de las cosas que se ha enseñado a las mujeres, es a callar, a no hablar de más e incluso a minimizar cualquier daño o preocupación que se haya podido tener. En una sociedad machista y patriarcal, la voz cantante es el hombre y siempre se ha visto con buenos ojos que la mujer actúe de forma sumisa. Hasta que llegó el momento en que la mujer dijo: “ya es suficiente, hasta aquí hemos llegado, nosotras también podemos tener voz y voto”. Y empezaron a contar las cosas, a plantarle cara a esos hombres que no eran más que monstruos, y a unirnos, porque la unión crea la fuerza y todas juntas somos invencibles. Cada unos de estos relatos no es más que un motivo para hablar, apoyar, escuchar y creer en las historias que cada mujer lleva a la espalda, porque se podría pensar que la solución es amilanarse y llorar ante el conflicto, pues esta es la actitud que la sociedad espera, pero para cambiarlo y vencer al miedo hay que exteriorizar las experiencias que lo han generado. 
Con estas historias, las escritoras pretenden entre otras cosas despertar la conciencia del lector, muestran un poco de ellas, algo que no le cuentan a cualquiera, para mostrarnos que la vulnerabilidad es algo humano y que el miedo solo se combate enfrentándose a él para así poder crecer y en vez de inculcarlo a las futuras generaciones, explicar que es humano sentir miedo en estas situaciones, pero no hay que tener miedo a contar los hechos por fatídicos que sean. 
El libro trata de aprender y enseñar a vivir de la mejor manera posible aún sabiendo de todo el mal que hay alrededor porque «parte de nuestra vida consiste en escapar de un peligro que aún no existe».